# جون روبنز (كاتب)
جون روبنز (بالإنجليزية: John Robbins) هو كاتب أمريكي، ولد في 26 أكتوبر 1947 في الولايات المتحدة.

## وصلات خارجية
- جون روبنز على موقع IMDb (الإنجليزية)
- جون روبنز على موقع ميوزك برينز (الإنجليزية)
- جون روبنز على موقع إن إن دي بي (الإنجليزية)
- جون روبنز على موقع قاعدة بيانات الفيلم (الإنجليزية)